# New Bedford
Pour les articles homonymes, voir Bedford.
New Bedford est une ville du Comté de Bristol, 
Massachusetts, située à environ 82 km au sud de Boston, 45 km au Sud-Est de Providence et 19 km à l'est de Fall River.
Au recensement de 2000, la population s'élevait à 93 768 personnes (93 102 au recensement de 2005). Elle est surnommée « The Whaling City » (La ville baleinière), car il s'agissait de l'un des plus importants ports de pêche à la baleine.

## Histoire
New Bedford est la ville dans laquelle Frederick Douglass, célèbre esclave noir américain devenu journaliste, s’est refugié en 1838 pour échapper à son statut et gagner sa liberté.
Le 2 novembre 1856, un navire de la société française Compagnie Franco-Américaine entre en collision avec l’Adriatic. L'épave est retrouvée en 2024.
Durant la grande dépression, la ville subit une énorme vague d'immigration venant principalement du Québec.
C'est aussi la ville de naissance de Hetty Green, qui fut l'une des femmes les plus riches de son temps, et dont les parents possédaient une importante exploitation baleinière sur le port.

## Architecture
- Église Saint-Antoine-de-Padoue, d'architecture néoromane, avec un orgue remarquable de la firme Casavant Frères, début du XXe siècle
- Église Saint-Jean-Baptiste de style néobyzantin

## Personnalités
Naissance à New Bedford
- Edward Wilson Merrill (1923-2020) scientifique spécialisé dans les biomatériaux.
- Léo Major (1921-2008) Armée Canadienne. Il a servi durant la guerre de Corée et durant la Seconde Guerre mondiale.

Autres
- William Harvey Carney, premier récipiendaire afro-américain de la médaille d'honneur (1840-1908) ; il réside après la guerre à New Bedford et y est enterré au cimetière d'Oak Grove

## Dans la culture
C'est à New Bedford que commence Moby Dick d'Herman Melville, et d'où Ismaël, le narrateur du roman, s'embarque pour Nantucket en compagnie du harponneur Queequeg.
Le film Finestkind (2023) de Brian Helgeland se déroule en partie dans la ville.